# Igreja Presbiteriana na Malásia
A Igreja Presbiteriana na Malásia (IPM) - em malaio Gereja Presbyterian Malaysia - é uma denominação reformada presbiteriana, formada na Malásia em 1974, como resultado da dissolução da Igreja Presbiteriana na Malásia e Singapura depois da independência de Singapura.

## História
Em 1829, o Rev. Benjamin Keasberry foi enviado pela Sociedade Missionária de Londres para Malásia e Singapura para plantar igrejas. Em 1881 foi formalmente organizada a Igreja Presbiteriana na Malásia e Singapura (IPMS). A partir do crescimento do número de igrejas, foi organizado o sínodo da denominação em 1901.
Em 1965, Singapura tornou-se independente da Malásia. Sendo assim, em 1974, a a IPMS foi dissolvida, dando origem à Igreja Presbiteriana na Malásia (IPM) e à Igreja Presbiteriana em Singapura (IPS).
À época da separação, a IPM era formada por 52 Igrejas e 5.000 membros.

## Doutrina
A IPM subscreve o Credo dos Apóstolos e Confissão de Fé de Westminster.

## Relações Intereclesiásticas
A denominação é parte do Conselho de Igrejas da Malásia, Comunhão Mundial das Igrejas Reformadas e Conselho Mundial Para Missão.